# ブラッド・ナイトン
ブラッド・ナイトン（Brad Knighton、1985年2月6日 - ）は、アメリカ合衆国の元プロサッカー選手。現役時代のポジションはGK。

## クラブ経歴
2007年のMLSスーパードラフトでは指名を得られず、トライアルを経てニューイングランド・レボリューションと契約を結んだ。
2008年7月、ポートランド・ティンバーズにレンタル移籍。
2009年11月、エクスパンションドラフトでフィラデルフィア・ユニオンに指名された。
2011年4月、北米サッカーリーグのカロライナ・レイルホークスと契約を結んだ。
2012年1月、バンクーバー・ホワイトキャップスに加入。
2013年12月、2015年MLSスーパードラフト条件付き指名権とのトレードで古巣ニューイングランド・レボリューションに復帰。